# Тёпла
Тёпла — река в России, протекает по Нефтеюганскому району Ханты-Мансийского АО. Устье реки находится в 55 км по левому берегу реки Малый Балык. Длина реки составляет 43 км. Высота устья — 28 м над уровнем моря.

## Данные водного реестра
По данным государственного водного реестра России относится к Верхнеобскому бассейновому округу, водохозяйственный участок реки — Обь от города Нефтеюганск до впадения реки Иртыш, речной подбассейн реки — Обь ниже Ваха до впадения Иртыша. Речной бассейн реки — (Верхняя) Обь до впадения Иртыша.
Код объекта в государственном водном реестре — 13011100212115200049332.

### Притоки
(указано расстояние от устья)
- 16 км: река Малая Тёпла
- 34 км: река Чёплынгъега